# Monument van Lysicrates
Het Monument van  Lysicrates is in 335 of 334 v.Chr. opgericht door de choreeg Lysicrates, een rijke inwoner van Athene. Lysicrates richtte dit choregische monument op om te vieren dat een door hem gesponsord koor van jongens de eerste prijs had gewonnen bij de dithyrambe tijdens het festival van de Dionysia. Waarschijnlijk is daarom ook een mythe over de god Dionysos afgebeeld op het fries van dit monument. Dionysos verandert op dit fries zeerovers, die hem belagen, in dolfijnen.
De ronde structuur op een vierkant voetstuk is 6,5 meter hoog en 2,8 meter in doorsnede. Het is het oudste voorbeeld van een gebouw van de Korinthische orde in Athene. Het monument werd gebouwd aan de weg die leidde naar het Theater van Dionysos, de Straat van de drievoeten. Bij opgravingen in de jaren 1980 werden fundamenten van meer van dergelijke monumenten langs deze straat gevonden.
Dit gebouw is goed bewaard gebleven dankzij het feit dat Kapucijner monniken ter plaatse in 1658 een klooster oprichtten, waarvan het Monument van Lysicrates - na aankoop door de monniken in 1669 - deel ging uitmaken. Het klooster van deze monniken was lange tijd een van de weinige verblijfsmogelijkheden voor buitenlandse reizigers; zo logeerde ook Lord Byron in 1811 enige tijd in dit klooster, waarbij de ‘'Lantaarn van Diogenes’’, zoals dit monument ook wel genoemd werd, diende als zijn slaapkamer.  Andere toeristen waren zo onder de indruk van dit monument  dat ze het na thuiskomst nabouwden in hun tuin. Een poging van Lord Elgin om het hele monument te kopen en te laten verschepen naar Engeland mislukte. 
Gedurende de Griekse Onafhankelijkheidsoorlog van 1821-1831 werd het klooster vernield, maar het Monument van Lysicrates bleef gespaard. Restauraties in de jaren 1876-1887 gaven het gebouw zijn oorspronkelijke aanzien weer terug.